# Мохамед Сисоко
Мохамед Ламин Сисоко (Mohamed Lamine „Momo“ Sissoko Gillan) е малийски футболист – национал, роден във Франция. Състезава се за италианския Ювентус. Сисоко се оформя като Оксер, чиито редици напуска през 2003 г., за да се присъедини към състава на испанския гранд Валенсия. След два ползотворни сезона с фланелката на Валенсия, Сисоко продължава футболната си кариера, преминавайки в английския Ливърпул. По това време старши треньор на „мърсисайдци“ е Рафаел Бенитес, с когото Сисоко е работил и във Валенсия. В началото на втория си сезон с екипа на Ливърпул Сисоко претърпява тежка контузия, която го изважда за дълго време от футболните терени. Своят единствен гол за Ливърпул Мохамед Сисоко отбелязва на стадион Стейдиъм ъф Лайт срещу домакинския отбор на Съндърланд на 25, август 2007 г. В началото на януари 2008 г. италианския гранд Ювентус привлича в своите редици Сисико за сумата от 13 милиона евро. Своят дебютен мач за Ювентус Сисоко прави на 2 март, 2008 г. срещу отбора на Фиорентина.